# Da qui messere si domina la valle
Da qui messere si domina la valle è la seconda raccolta del gruppo musicale italiano Banco del Mutuo Soccorso, pubblicato nel 1991.

## Descrizione
Si tratta di una reincisione dei brani originariamente tratti dai primi due album del gruppo, Banco del Mutuo Soccorso e Darwin!.
Esiste anche la pubblicazione in cofanetto con tre dischi in vinile .

## Tracce
CD 1
1. In volo
2. R.I.P.
3. Passaggio
4. Metamorfosi
5. Il giardino del mago
6. Traccia

CD 2
1. L'evoluzione
2. La conquista della posizione eretta
3. Danza dei grandi rettili
4. Cento mani e cento occhi
5. 750.000 anni fa... l'amore?
6. Miserere alla storia
7. Ed ora io domando tempo al tempo ed egli mi risponde: non ne ho

## Formazione
- Francesco Di Giacomo – voce
- Vittorio Nocenzi – pianoforte, organo Hammond, tastiera, clarinetto, cori
- Rodolfo Maltese – chitarra elettrica, sitar, mandolino, cori
- Pierluigi Calderoni – batteria